# Ludwig Hrebacka
Ludwig Hrebacka (* 30. August 1900 in Achau oder Wilhelmsburg; † 1. September 1966 in St. Pölten) war ein österreichischer Politiker (SPÖ) und Heizer. Hrebacka war von 1949 bis 1964 Abgeordneter zum Landtag von Niederösterreich.

## Leben
Hrebacka besuchte die Volksschule in Achau und Wilhelmsburg und absolvierte in der Folge eine Lehre als Sattler. Er war ab 1916 dienstverpflichtet und leistete 1918 seinen Militärdienst ab. Er arbeitete in der Folge als Lederarbeiter und war ab 1924 als Bauarbeiter tätig. 1929 wechselte er in den Beruf des Heizers und Kesselwärters in der Wilhelmsburger Keramikfabrik, wo er als Betriebsrat tätig war. Hrebacka wurde nach dem Ausbruch des Österreichischen Bürgerkriegs 1934 verhaftet.
Hrebacka starb 1966 an den Folgen eines Verkehrsunfalles.

## Politik
Hrebacka war ab 1947 Gemeinderat in Wilhelmsburg und hatte zwischen 1952 und 1955 das Amt des Vizebürgermeisters inne. Er vertrat die SPÖ zwischen dem 5. November 1949 und dem 19. November 1964 im Niederösterreichischen Landtag.